# Den vackraste
Den vackraste (italienska: Bellissima) är en italiensk neorealistisk dramafilm från 1951 regisserad av Luchino Visconti.
Filmen handlar om Maddalena Cecconi (spelad av Anna Magnani), som får reda på att en filminspelning söker flickor för att provspela i rollen som "det vackraste barnet i Rom".